# 가평 용소계곡 살인 사건
가평 용소계곡 살인 사건 혹은 가평 용소계곡 익사 사건은 2019년 6월 30일 발생한 대한민국의 사망 사건이다. 경기도 가평군 북면 적목리 용소계곡에서 이은해와 조현수가 윤상엽을 계곡에 다이빙하게 하고 구조하지 않아 살해했다고 보는 사건이다.

## 개요
2019년 6월 30일 경기도 가평군 북면 적목리 용소계곡에서 물놀이 중이던 윤상엽(당시 39세)이 다이빙을 했으나 물에서 허우적거리는 그를 구하지 않고 방치하여 죽음에 이르게 했다는 의혹을 받는 사건이다. 당시 현장에는 동행자들이 있었으며, 사망자를 고의로 물에 빠지게 했다는 의혹, 구조하지 않았다는 의혹이 있다. 이은해는 보험회사에서 보험금을 제대로 지급해주지 않는다는 억울함을 방송사에 토로하였고 이 사건의 내면이 수면 위로 떠올랐다. 도둑이 제 발 저린 셈이다.  용의자 의혹을 받던 이은해, 조현수는 재판 중 잠적했다가, 2022년 4월 16일 경기도 고양시 덕양구 삼송역 근처 오피스텔에서 검거되었다.

## 피의자

### 이은해
이은해(1991년~)는 초등학교 6학년이던 2002년 3월 MBC 일요일 일요일 밤에 - 러브하우스에 출연해 부모와 함께 사는 인천광역시 연수구 연수동의 집을 개조받고 "다른 어려운 사람에게 베풀고 싶어요."라고 말했다. 2008년부터 2009년 초까지 조건만남을 하겠다고 속인 남성들을 모텔로 데려와서 물건을 절도하는 죄를 저질렀고 인천구치소에 수감되었으며 2009년 6월에 인천지방법원 소년부에서 소년보호처분을 받았다. 중학생 때부터 가출해서 부모와 따로 살았고 성매매 업소에서 일하다가 혼전임신했다.
2014년 태국 촌부리주 파타야 해변에서 남자 친구가 스노클링을 하다가 익사했고 그의 시체를 두고 귀국한 이은해는 주점에서 친구들과 파티를 열었다. 2015년 어떤 남성과 결혼했지만 이은해가 부모와 하객 대부분을 아르바이트로 고용한 사실이 사설탐정에 의해 드러났고 파혼했다.
2016년 가을 윤상엽과 결혼했다. 2019년 2월 강원도 양양군의 모 펜션에서 복어 독으로 윤상엽을 살해하려고 시도했지만 윤상엽이 죽지 않았고, 조현수에게 "복어피를 이만큼 넣었는데 왜 안 죽지"라고 텔레그램을 보냈다. 텔레그램 메시지와 문자는 후에 실족 사건을 수사하는 과정에서 복원, 언론에 공개되었다. 2019년 5월 경기도 용인시 낚시터에서 윤상엽을 물에 빠뜨려 살해하려고 시도했지만 지인에게 발각되었다.
2024년 4월 20일 대법원에서 피해자와 혼인이 무효라는 법원 판결이 나왔다.

### 조현수
조현수(1991년~)는 이은해가 일하던 1인 성매매 업소의 포주였다. 이은해와 오래 전부터 알고 지낸 사이였다. 이은해가 윤상엽과 결혼한 후에도 이은해의 내연남이었다.
검찰에 구속된 뒤에도 "피해자가 수영을 했다."라는 거짓진술을 하였다.

## 전개
2019년 6월 30일 밤 8시 20분경 윤상엽은 경기도 가평군 북면 적목리의 수심이 3m인 계곡 바위에서 다이빙했고 발이 바위틈에 끼어 빠져나오지 못해 익사했다. 사고 당시, 이 사건은 가평경찰서에 변사사건으로 송치되었고 의정부지방검찰청 검사 안미현은 경찰의 의견대로 단순 변사로 내사종결했다.
그런데 2019년 10월 윤상엽의 지인이 이 사건을 고양시 일산서부경찰서에 제보해 재수사가 시작되었고 2020년 12월 이은해와 조현수는 살인과 보험사기방지 특별법 위반 미수 혐의를 받고 의정부지방검찰청 고양지청에 불구속송치되었다. 2020년 3월 이은해는 윤상엽의 사망보험금을 두고 보험사와 분쟁하고 있다고 SBS의 그것이 알고 싶다에 제보했고 2020년 10월 17일 윤상엽의 변사가 이은해와 내연남의 공모 살인이라는 의혹이 방송되었다. 2021년 2월 인천지방검찰청은 이 사건을 이송받고 재수사를 시작했다.
2022년 4월 16일 경기도 고양시 덕양구 삼송역 근처 오피스텔에서 이은해와 조현수가 검거되었다. 4월 18일 인천지검은 이은해와 조현수에 대해 보험사기 및 살인 혐의로 구속 영장을 신청하여 인천지방법원은 다음날인 19일에 구속 영장을 발부했다. 이은해는 인천지방법원 영장실질심사에서 약 1600자 분량의 자필 진술서를 제출하였는데, 복어 독 살해 의혹과 도주한 계기 등에 대한 혐의를 부인하는 내용이 담겨진 것으로 전해졌다.
4월 21일 인천지방검찰청은 이은해와 조현수 구속 이후 조사에 착수했으며, 이들의 도피를 도운 조력자 4명에 대해서도 조사를 진행했다. 4월 29일 검찰은 두 사람의 은신처 마련 및 도피를 도운 조력자 2명을 체포했으며,
다음날인 30일에 구속되었다.
10월 27일 1심 법원은 피고 이은해에게 살인미수에 대한 유죄와 용소계곡 추락 사건에 대한 살인죄의 부작위범을 인정하고, 공범에게도 같은 죄를 인정한 뒤 이은해에게는 무기징역, 공범에게는 징역 30년을 선고해 작위에 의한 살인죄와 동등한 중형을 선고했다.

## 관련 매체
- SBS 《그것이 알고싶다》
  - 남편의 마지막 다이빙 가평 계곡 익사사건 미스터리 (1235회, 2020년 10월 17일 본방송)
  - 그날의 마지막 다이빙 - 가평 계곡 익사사건 미스터리 (1300회, 2022년 4월 2일 재방송)
  - 그녀의 마지막 시나리오 - 이은해 조현수, 775일간의 추적 (1303회, 2022년 4월 23일)
- MBC 《실화탐사대》
  - 잔혹한 그녀의 계획 (165회, 2022년 4월 21일)

## 같이 보기
- 요코시바히카리 인슐린 살인 미수 사건(일본어판)
- 김해 여고생 살인 사건
- 서울 강서구 PC방 살인 사건
- 서울 강서구 아파트 전처 살인 사건
- 동두천 헬멧 살인 사건